# Krzysztof Brzozowski (zm. 1647)
Krzysztof Brzozowski herbu Korab (zm. w 1647 roku) – podkomorzy bielski od 1642 roku, sędzia bielski w  latach 1635-1642, starosta narewski w 1632 roku, cześnik podlaski w latach 1625-1635, sekretarz królewski w 1612 roku, pisarz królewski w 1623 roku, pisarz kancelarii większej koronnej w latach 1613-1616, pisarz kancelarii mniejszej koronnej w latach 1618-1621.
Studiował na Akademii Krakowskiej.
Był członkiem konfederacji generalnej zawiązanej 16 lipca 1632 roku. Poseł na sejm konwokacyjny 1632 roku z ziemi bielskiej. 
Poseł na sejm zwyczajny 1635 roku, sejm zwyczajny 1637 roku, sejm nadzwyczajny 1637 roku, sejm 1638 roku, sejm 1640 roku, sejm 1642 roku.